# Where I've Been, Isn't Where I'm Going
Where I've Been, Isn't Where I'm Going è il terzo album in studio del musicista statunitense Shaboozey, pubblicato nel 2024.

## Tracce
1. Horses & Hellcats – 2:37
2. A Bar Song (Tipsy) – 2:51
3. Last of My Kind (featuring Paul Cauthen) – 3:21
4. Anabelle – 3:06
5. East of the Massanutten – 3:57
6. Highway – 2:42
7. Let It Burn – 3:26
8. My Fault (featuring Noah Cyrus) – 3:56
9. Vegas – 3:01
10. Drink Don't Need No Mix (featuring BigXthaPlug) – 2:13
11. Steal Her from Me – 3:33
12. Finally Over – 3:09

## Classifiche

### Classifiche settimanali
| Classifica (2024-25) | Posizione massima |
| -------------------- | ----------------- |
| Canada               | 3                 |
| Finlandia            | 34                |
| Norvegia             | 10                |
| Regno Unito          | 93                |
| Stati Uniti          | 5                 |

### Classifiche di fine anno
| Classifica (2024) | Posizione |
| ----------------- | --------- |
| Canada            | 39        |
| Stati Uniti       | 85        |